# Paris Aishiteruze
 (јап. パリ愛してるぜ～, прим. прев. „заљубљен у Париз“) или Lovely Jet City Paris, јапанска је манга коју је написао и илустровао Жан Пол Ниши. Манга је аутобиографског карактера и прати ауторове авантуре у Паризу. Објављена је 21. маја 2011. године, и има пар наставака: Kakattekoi Paris и Paris ga Yonde Iru.

## Синопсис
Жан Пол Ниши, чије је право име Таку Нишимура, је млади мангака који из љубави према француско-белгијском стрипу одлази у Париз. Планирао је да проведе годину код мајстора стрипа, али сазнаје да дотични не постоји. Ниши је приморан да се сам сналази у њему непознатој, али инспиративној француској престоници.